# Eoophyla ochripicta
Eoophyla ochripicta is een vlinder uit de familie van de grasmotten (Crambidae), uit de onderfamilie van de Acentropinae. De wetenschappelijke naam van deze soort is voor het eerst gepubliceerd in 1888 door Frederic Moore.
De lengte van de voorvleugel van het vrouwtje bedraagt 12,5 millimeter.
De soort komt voor in China, India en Thailand.